# Magnolia xanthantha
Magnolia xanthantha är en magnoliaväxtart som först beskrevs av Cheng Yih Wu, Yuh Wu Law och Yeng Fen Wu, och fick sitt nu gällande namn av Richard B. Figlar. Magnolia xanthantha ingår i släktet Magnolia och familjen magnoliaväxter. Inga underarter finns listade i Catalogue of Life.